# Ренесанс
Ренесансът (на френски: Renaissance, на италиански: Rinascimento „възраждане“), е период в европейската история, отбелязващ прехода от Средновековието към Новото време и обхващащ XV и XVI век, характеризиращ се с опит за възраждане и надминаване на идеи и постижения на класическата античност. Възниква след кризата на Късното средновековие и е свързан с големи социални промени. В допълнение към стандартната периодизация, привържениците на т.нар. „дълъг Ренесанс“ могат да поставят началото му още през XIV век и края през XVII век.
Традиционният възглед твърди, че Ренесансът скъсва с миналото и затова е част от Новото време, но много историци днес се фокусират повече върху неговите средновековни аспекти и твърдят, че напротив, той е продължение на Средновековието. Въпреки това, началото на периода – ранният Италиански ренесанс от XV век, предшестван от Проторенесанс от около 1250 или 1300 г. – се припокрива значително с Късното средновековие, условно завършващо към 1500 г. Самото Средновековие е дълъг период, изпълнен с постепенни промени, като и Новото време; и затова като преходен период между двете, Ренесансът има близки прилики с прилежащите подпериоди на всеки от двата.
Интелектуалната основа на Ренесанса е неговата версия на хуманизма, извлечена от концепцията за римската humanitas и преоткриването на класическата древногръцка философия, като тази на Протагор, който казва, че „човекът е мярката за всички неща“. Това ново мислене се проявява в изкуството, архитектурата, политиката, науката и литературата. Ранните примери са развитието на перспективата при маслената живопис и възроденото знание за това как се прави бетон. Изобретяването на книгопечатането ускорява разпространението на идеите към края на XV век, но промените на Ренесанса не са еднакви из Европа: първите му прояви са в Италия още в края на XIII век, по-специално с творбите на Данте и картините на Джото.
В културата Ренесансът започва с новаторски разцвет на латинската и народната литература и с възобновяване на стремежа към знания през XIV век, основано на преоткриване на класическите текстове, което съвременниците приписват на Петрарка. Той подтиква развитието на техниките за изобразяване на по-естествена реалност в живописта и постепенната, но широко обхватна образователна реформа. В политическия живот Ренесансът допринася за развитието на дипломацията, а в науката за по-голямото значение на наблюдението и индуктивните разсъждения. Ренесансът води до революции в много сфери: интелектуални и социалнонаучни търсения; въвеждане на модерното банкиране и подобряване на счетоводството. Но той е най-известен с художествените си произведения и приноса на такива енциклопедисти като Леонардо да Винчи и Микеланджело, за които важи терминът „ренесансов човек“.
Ренесансът започва във Флоренция, една от многото италиански държави. Предложени са различни теории за обяснение на неговия произход и характеристики, като се фокусират върху различни фактори, включително социалните и граждански особености на Флоренция по онова време: нейната политическа структура, покровителството на доминиращото банкерско семейство, Медичите, и миграцията на гръцки учени и техните текстове в Италия след превземането на Константинопол от османските турци. Други големи центрове са Венеция, Генуа, Милано, Рим и Неапол. От Италия Ренесансът се разпространява в цяла Европа, първо в Унгария (като треченто и куатроченто), а след това като чинкученто във Франция, Испания, Португалия, Фландрия, германските земи, Полша, Великобритания, Ирландия и другаде.
Ренесансът има дълга и сложна историография и поради общия скептицизъм към отделните периодизации, съществува дебат сред историците относно прославянето на „Ренесанса“ и отделните му културни герои през XIX век. Поставя се под съмнение дори полезността на Ренесанса като термин и като историческо очертаване. Някои наблюдатели поставят под съмнение посочването на Ренесанса като културен „напредък“ спрямо Средновековието; вместо това те го виждат като период на песимизъм и носталгия по класическата античност. От друга страна социалните и икономически историци, особено привържениците на longue durée, вместо това се фокусират върху приемствеността между двете епохи, които са свързани, както Панофски отбелязва, „с хиляди връзки“.

## Терминология
Терминът rinascita („прераждане“) се появява за първи път в „Животът на художниците“ на Джорджо Вазари (ок. 1550), и получава разпространение като Ренесанс през 1830-те. Впоследствие думата се ползва, за да обхване и други исторически и културни движения, като Каролингския ренесанс (VIII – IX век), Отонския ренесанс (X – XI век) и Ренесанса от XII век.
Съществува известен разнобой в периодизацията на Ренесанса. В италианското изкуствознание се използва хронологичното определение по векове: дученто, треченто, куатроченто, чинкуеченто – съответно XIII, XIV, XV, XVI век. Алтернативното разделение е на Предренесанс, Ранен ренесанс, Зрял (висок) ренесанс и Късен ренесанс. Например наименованието „Висок ренесанс“ (на немски: Hochrenaissance) се появява за първи път на немски език в началото на XIX век като производно на понятието „висок стил“ в живописта и и скулптурата, въведено от Йохан Винкелман.

## Обзор
Като културно движение Ренесансът оказва дълбоко влияние върху европейския интелектуален живот в началото на Новото време. Започвайки в Италия и разпространявайки се в останалата част на Европа към XVI век, влиянието му се усеща в изкуството, архитектурата, философията, литературата, музиката, науката, техниката, политиката, религията и други аспекти на интелектуалната сфера. Учените от Ренесанса използват хуманистичния метод в изследването и търсят реализъм и човешка емоция в изкуството.
Ренесансови хуманисти като Поджо Брачолини издирват в европейските манастирски библиотеки латински литературни, исторически и ораторски текстове от античността, а падането на Константинопол (1453) генерира вълна от византийски учени емигранти, носещи ценни ръкописи на старогръцки, много от които не са известни на Запад. Учените от епохата на Ренесанса се отличават значително именно с новия фокус върху литературните и историческите текстове, защото средновековните учени преди тях изучават предимно гръцки и арабски трактати по естествени науки, философия и математика, а не такива културни текстове.
Със съживяването на неоплатонизма ренесансовите хуманисти не отхвърлят християнството; точно обратното, много от най-великите произведения на Ренесанса са посветени на него и Църквата покровителства много произведения на ренесансовото изкуство. Въпреки това протича неусетна промяна в отношението на интелектуалците към религията и това се отразява в много други области на културния живот. Освен латинските текстове, много гръцки християнски текстове, включително гръцкия Нов завет, са върнати от Византия в Западна Европа и стават достъпни на западни учени за първи път от късната античност. Тази нова ангажираност и по-специално връщането към оригиналния гръцки език на Новия завет, насърчавано от хуманистите Лоренцо Вала и Еразъм, ще помогне да се проправи пътя за Реформацията.
Първото художествено завръщане към класицизма е демонстрирано в скулптурата на Никола Пизано. Доста след това флорентинските художници, водени от Мазачо, се стремят да изобразят човешките форми реалистично, разработвайки техники за по-естествено представяне чрез перспектива и светлина. Политическите философи, сред тях най-известен е Николо Макиавели, се стремят да опишат политическия живот такъв, какъвто е в действителност, тоест да го разберат рационално. Джовани Пико дела Мирандола написва известния текст De hominis dignitate (Реч за достойнството на човека, 1486 г.) и това е критичен принос към италианския ренесансов хуманизъм. Трактатът съдържа поредица от тези за философията, мисленето, вярата и магията, разглеждани от гледна точка на разума. В допълнение към изучаването на класически латински и гръцки, ренесансовите автори също започват все повече да използват простонародна реч; в съчетание с въвеждането на печатарската преса, това позволява на много повече хора да четат книги, особено Библията.
Като цяло, Ренесансът може да се разглежда като опит на интелектуалците да изучават и подобряват светския живот, както чрез възвръщането към идеи от античността, така и чрез нови постижения на мисълта. Някои учени, като Родни Старк, омаловажават Ренесанса и изтъкват предходните постижения на италианските градове-държави през Развитото средновековие, където се съчетават общинското самоуправление, благочестивото християнство и зараждането на капитализма. Той твърди, че докато големите европейски държави (Франция и Испания) са абсолютни монархии, а други пък са под прекия контрол на Църквата, независимите градове-републики на Италия са възприели принципите на капитализма, измислени в манастирските имоти, и са поставили началото на огромна безпрецедентна търговска революция, която предшества и финансира Ренесанса.

## Предпоставки
Мнозина твърдят, че идеите, характеризиращи Ренесанса, се зараждат във Флоренция през XIII и XIV век, по-специално с творбите на Данте Алигиери (1265 – 1321) и Петрарка (1304 – 1374), както и с картините на Джото ди Бондоне (1267 – 1337). Някои автори фиксират началото на Ренесанса доста точно, през 1401 г., когато съперничещите си Лоренцо Гиберти и Филипо Брунелески се състезават в конкурс за извайване на бронзовите врати на баптистерия на катедралата във Флоренция (тогава Гиберти печели). Други смятат, че общата конкуренция между творци като Брунелески, Гиберти, Донатело и Мазачо за художествени поръчки поражда креативността на Ренесанса. И все пак си остава много дебатиран въпросът защо Ренесансът е започнал в Италия и защо е започнал точно тогава. Съответно съществуват няколко теории, които обясняват произхода му.
През Ренесанса парите и изкуството вървят ръка за ръка. Художниците зависят изцяло от богати покровители, докато меценатите се нуждаят от пари, за да насърчават артистичните таланти, което им носи престиж. Богатството е натрупано през XIV -- XVI век чрез италианската доминация в търговията в Азия и Европа. Добивът на сребро в Тирол увеличава притока на пари. Луксозните стоки от Ориента, донесени по време на кръстоносните походи, увеличават просперитета на Генуа и Венеция.
Жул Мишле определя Ренесанса от XVI век във Франция като период от културната история на Европа, който слага край на Средновековието, създавайки модерно разбиране за човечеството и неговото място в света.

### Латинска и гръцка фаза на ренесансовия хуманизъм
В рязък контраст с Развитото средновековие, когато латинските учени се съсредоточават почти изцяло върху изучаването на гръцки и арабски произведения на естествените науки, философията и математиката, учените от Ренесанса се интересуват от възстановяването и изучаването на латински и гръцки литературни, исторически и ораторски текстове. Най-общо казано, това започва през XIV век, когато ренесансови учени като Петрарка, Колучио Салутати (1331 – 1406), Николо де Николи (1364 – 1437) и Поджо Брачолини (1380 – 1459) обикалят библиотеките на Европа в търсене на произведения на латински автори като Цицерон, Лукреций, Ливий и Сенека. (латинска фаза). До началото на XV век по-голямата част от оцелялата латинска литература е възстановена. Гръцката фаза на ренесансовия хуманизъм започва, когато западноевропейските учени се обръщат към възстановяването на древногръцки литературни, исторически, ораторски и теологични текстове.
За разлика от латинските текстове, които са запазени и изучавани в Западна Европа, изучаването на древногръцките текстове е много ограничено. Някои от тях, като трудове по наука, математика и философия се изучават през Развитото средновековие в Западна Европа, както и през Златния век на исляма (обикновено в превод), но гръцките литературни, ораторски и исторически произведения (като Омир, гръцките драматурзи, Демостен и Тукидид) не са изучавани нито в латинския, нито в средновековния ислямски свят; през Средновековието този вид текстове са били изучавани само от византийски учени. Някои твърдят, че Тимуридският ренесанс в Самарканд и Херат наподобява европейския, защото е свързан с настъплението на Османската империя, което е и причина за имиграцията на гръцки учени в италианските градове. </link> </link> Едно от най-големите постижения на ренесансовите учени е да върнат целия този клас гръцки културни произведения обратно в Западна Европа за първи път от Късната античност.
Мюсюлманските логици, най-вече Авицена и Авероес, наследяват гръцките идеи, след като арабите завладяват Египет и Леванта. Техните преводи и коментари на древните идеи си проправят път до Иберия и Сицилия, които стават важни центрове за предаване на идеи. Между XI и XIII век в Иберия са създадени много школи за превод на философски и научни произведения от арабски на средновековен латински, сред тях най-известна е Толедската преводаческа школа. Този огромен труд по превод, макар и до голяма степен непланиран и неорганизиран, представлява един от най-големите трансфери на идеи в историята.
Апелът за повторно включване на гръцки литературни, исторически, ораторски и богословски текстове в западноевропейската учебна програма обикновено се приписва на Колучио Салутати. През 1396 г. той кани византийския дипломат и учен Мануел Хрисолорас (ок. 1355 – 1415) да преподава гръцки език във Флоренция. Тенденцията е продължена от редица чуждестранни гръцки учени, от Базилиос Висарион до Лъв Алаций.

### Социални и политически структури в Италия
Уникалните политически структури на Италия през Късното средновековие карат някои да теоретизират, че нейният необичаен социален климат е позволил появата на рядък културен разцвет. Италия не съществува като политическа единица по това време. Вместо това съществуват по-малки градове-държави и територии: неаполитанците контролират юга, флорентинците и римляните центъра, миланците и генуезците съответно севера и запада и венецианците изтока. Италия през XV век е една от най-урбанизираните области в Европа. Много от нейните градове са разположени сред руините на древни римски сгради; изглежда вероятно класическата природа на Ренесанса да е свързана с произхода му в сърцето на Римската империя.
Историкът и политически философ Куентин Скинър посочва, че Ото от Фрайзинг (ок. 1114 – 1158), германски епископ, посетил Северна Италия през XII век, забелязва, че широко е разпространена нова форма на политическа и социална организация. Той отбелязва, че Италия изглежда е излязла от феодализма, защото нейното общество се основава на търговците и търговията. С това е свързано антимонархическо мислене, представено в известния ранноренесансов фресков цикъл „Алегорията на доброто и лошото управление“ от Амброджо Лоренцети (нарисуван 1338 – 1340 г.), чието силно послание е за добродетелите: справедливост, правосъдие, републиканизъм и добра администрация. Държейки Църквата и Империята на разстояние, тези градски републики са отдадени на идеите за свобода. Скинър съобщава, че свободата честобива прославяна, като например Матео Палмиери (1406 – 1475) величае флорентинския гений не само в изкуството, скулптурата и архитектурата, но и „забележителния разцвет на моралната, социална и политическата философия, който се наблюдава във Флоренция по същото време“.
Дори градове и държави извън централна Италия също са забележителни със своите търговски републики, особено република Венеция. Въпреки че на практика те са олигархични и имат малка прилика с модерната демокрация, те наистина притежават демократични характеристики и полагат усилия за общностите си, с форми на участие в управлението и вяра в свободата. Относителната политическа свобода, на която се радват жителите, е благоприятна за научен и художествен напредък. Освен това позицията на италиански градове като Венеция като големи търговски средища ги превръща в интелектуален кръстопът. Търговците носят със себе си идеи от далечни краища на света, особено от Леванта. Венеция е вратата на Европа за търговия с Изтока и производител на фино стъкло, докато Флоренция е столица на текстила. Богатството, което носи подобен бизнес означава, че могат да бъдат възлагани големи публични и частни поръчки и че хората имат повече свободно време за учене.
Една теория предполага, че опустошението във Флоренция, причинено от Черната смърт, ударила Европа между 1348 и 1350 г., е довело до промяна в мирогледа на хората. Италия е особено тежко засегната от чумата и се спекулира, че произтичащата от това фамилиарност със смъртта е накарала мислителите да се съсредоточат повече върху живота на Земята, а не върху духовния и отвъдния живот. Твърди се също, че Черната смърт е предизвикала вълна от благочестие, проявяваща се в спонсорирането на религиозни произведения на изкуството. Това обаче не обяснява напълно защо Ренесансът настъпва точно в Италия през XIV век. Черната смърт е пандемия, която засяга цяла Европа, не само Италия. Появата на Ренесанса в Италия най-вероятно е резултат от сложното взаимодействие на множество фактори.

### Културни условия във Флоренция
Учените са забелязали няколко характеристики, уникални за флорентинския културен живот, които може да са обусловили Ренесанса. Мнозина подчертават ролята на Медичите, банкерско семейство и по-късно херцогска династия, които покровителстват и насърчават изкуствата. Лоренцо де Медичи (1449 – 1492) е пример за меценатство; той насърчава своите сънародници да поръчват творби на водещите художници на Флоренция, сред които Леонардо да Винчи, Сандро Ботичели и Микеланджело Буонароти. Произведения на Нери ди Бичи, Ботичели, да Винчи и Филипино Липи са поръчани и от манастира Сан Донато в Скопето, Флоренция.
Ренесансът със сигурност е бил в ход преди Лоренцо де Медичи да дойде на власт – всъщност преди самото семейство Медичи да постигне хегемония във флорентинското общество. Някои историци постулират, че Флоренция е родното място на Ренесанса в резултат на късмет, т.е. защото „великите хора“ са родени там случайно: Леонардо да Винчи, Ботичели и Микеланджело са родени в Тоскана. Твърдейки, че подобен шанс изглежда невероятен, други историци твърдят, че тези „велики хора“ са успели да се издигнат до известност само поради преобладаващите културни условия на времето.

## Характеристики

### Хуманизъм
В известен смисъл ренесансовият хуманизъм не е философия, а метод на обучение. За разлика от средновековния схоластичен режим, който се фокусира върху разрешаването на противоречията между авторите, ренесансовите хуманисти изучават древните текстове в оригинал и ги оценяват чрез разсъждения и емпирични доказателства. Хуманистичното образование се основава на програмата на Studia Humanitatis, изучаването на пет хуманитарни науки: поезия, граматика, история, морална философия и реторика. Въпреки че историците понякога се затрудняват да дефинират точно хуманизма, повечето са се спрели на „нещо средно... движение за възстановяване, тълкуване и възприемане на езика, литературата, обучението и ценностите на Древна Гърция и Рим“. Преди всичко хуманистите утвърждават „гениалността на човека ... уникалната и необикновена способност на човешкия ум.“
Учените хуманисти са най-изявените интелектуалци в началото на Новото време. Политически философи като Николо Макиавели и Томас Мор съживяват идеите на гръцките и римските мислители и ги прилагат в критики на съвременното им управление, следвайки стъпките на Ибн Халдун. Пико дела Мирандола написва „манифеста“ на Ренесанса, Реч за достойнството на човека, убедителна защита на мисленето. Матео Палмиери (1406 – 1475), друг хуманист, е най-известен със своята работа Della vita civile („За гражданския живот“; отпечатана 1528 г.), която защитава гражданския хуманизъм, и с влиянието си в усъвършенстването на тосканския народен език до нивото на латинския. Палмиери черпи от римски философи и теоретици, особено Цицерон, който, подобно на Палмиери, живее активен обществен живот като гражданин и длъжностно лице, както и като теоретик и философ, а също и от Квинтилиан. Може би най-краткият израз на неговата перспектива за хуманизма е в поетичната му творба от 1465 г. La città di vita, но една по-ранна творба, Della vita civile, е по-широкообхватна. Палмиери разяснява качествата на идеалния гражданин в поредица диалози, проведени в селска къща в провинцията Муджело край Флоренция по време на чумната епидемия от 1430 г. Диалозите включват идеи за това как децата се развиват умствено и физически, как гражданите могат да спазват морала, как гражданите и държавите да гарантират честност в обществения живот и важен дебат за разликата между това, което е прагматично полезно, и това, което е честно.
Хуманистите вярват, че е важно да се премине към отвъдния живот с перфектен ум и тяло, които могат да бъдат постигнати с образование. Целта на хуманизма е да създаде универсален човек, чиято личност съчетава интелектуално и физическо съвършенство и който е способен да постъпи достойно във всяка ситуация. Тази идеология е наричана uomo universale, древен гръко-римски идеал. Образованието по време на Ренесанса се основава главно на антична литература и история, тъй като се смята, че класиката съдържа морални инструкции и дълбоко разбиране на човешкото поведение.

### Книжовност
Докато през Средновековието центровете на книжовността са предимно в манастирите, то ренесансовите библиотеки са много по-достъпни, те са обществени места. Заможни хора строят библиотеки като храм на книгите и знанието, понякога като показна проява на богатство, съчетано с любов към книгите. В редица случаи те допускат и другите да използват техните колекции. Видни аристократи и църковни служители създават големи библиотеки при своите дворове, наречени „придворни библиотеки“, и строят пищни монументални сгради, с богато украсена дървена дограма, а стените покрити със стенописи. Примери за такива библиотеки са Библиотека Малатестиана и Библиотека Лауренциана. На тези места се обменят идеи и учението и четенето се смятат едновременно за удоволствие и полезни за ума и душата. Тъй като свободомислието е отличителна черта на епохата, много библиотеки съдържат широк кръг трудове – старите класически текстове се намират наред с новите хуманистични трактати. Тези неформални средища на интелектуалци оказват дълбоко влияние върху културата на Ренесанса.

### Изкуство и архитектура
Ренесансовото изкуство е израз на културното прераждане в края на Средновековието и настъпването на Новото време. Една от отличителните му черти е развитието на силно реалистична линейна перспектива. Първото третиране на картината като прозорец към пространството се приписва на Джото (1267 – 1337). По-късно перспективата е формализирана като художествена техника от архитекта Филипо Брунелески (1377 – 1446) и последвалите трудове на Леон Батиста Алберти (1404 – 1472).
Развитието на перспективата е част от по-широката тенденция към реализъм в изкуствата. Художниците разработват и други техники, изучавайки светлината, сенките и, най-известно в случая с Леонардо да Винчи, човешката анатомия. В основата на тези промени в художествения метод е подновеното желание да се изобрази красотата на природата и да се разгадаят аксиомите на естетиката. Произведенията на Леонардо, Микеланджело и Рафаело представляват художествени върхове, на които другите художници искат да подражават. Други забележителни художници са Сандро Ботичели, работещ за Медичите във Флоренция, Донатело, също флорентинец, и Тициан във Венеция.
В Нидерландия се развива бурна художествена среда. Работата на Хуго ван дер Гоес и Ян ван Ейк оказва особено влияние върху развитието на живописта в Италия, както технически с въвеждането на маслени бои и платно, така и стилистично по отношение на натурализма в представянето. По-късно работата на Питер Брьогел Стария вдъхновява художниците да изобразяват теми от ежедневието.
В архитектурата Филипо Брунелески е водещ в изучаването на останките от древни класически сгради. С преоткрити знания от Витрувий и широко прилагане на математика, Брунелески формулира ренесансовия стил, който подражава на класическите форми и ги подобрява. Основният му инженерен подвиг е изграждането на купола на Флорентинската катедрала. Друга сграда, демонстрираща този стил, е църквата Св. Андрей в Мантуа, построена от Алберти. Изключителното архитектурно произведение на Зрелия Ренесанс е реконструкцията на базиликата Свети Петър, съчетаваща уменията на Браманте, Микеланджело, Рафаело, Сангало и Мадерно.
По време на Ренесанса архитектите се стремят да използват колони, пиластри и антаблементи като цялостна система. Използвани са типовете колони от римски ордер: тоскански и композитни. Те могат да бъдат или структурни, поддържащи аркада или архитрав, или чисто декоративни, поставени до стена под формата на пиластри. Една от първите сгради, които използват пиластри като интегрирана система, е Старата сакристия (1421 – 1440) от Брунелески. В аркадите често се използват арки, полукръгли или сегментни (в маниеристичния стил), поддържани от стълбове или колони с капители. Алберти е един от първите, които използват арката върху монумент. Ренесансовите сводове нямат ребра; те са полукръгли или сегментни и имат квадратен план, за разлика от готическия свод, който често е правоъгълен.

### Наука
Новостите навлизат и в търговията. В края на XV век Лука Пачоли публикува първия труд по воденето на търговски книги, което го прави основател на счетоводството.
Преоткриването на древните текстове и изобретяването на книгопечатането около 1440 г. демократизира образованието и позволява по-бързо и по-широко разпространение на идеите. В първия период на Италианския ренесанс хуманистите предпочитат да изучават хуманитарни науки пред естествената философия или приложната математика. Тяхното благоговение към класическите източници затвърждава възгледите на Аристотел и Птолемей за Вселената. Около 1450 г. трудовете на Николай Кузански предшестват хелиоцентричния мироглед на Коперник, но от философска гледна точка.
През ранния Ренесанс науката и изкуството са смесени, като художници енциклопедисти като Леонардо да Винчи наблюдават анатомията и природата, за да ги опознаят. Леонардо прави експерименти с воден поток, медицинска дисекция и систематично изследва движението и аеродинамиката. Той разработва принципа на научния метод, които карат Фритьоф Капра да го обяви за „бащата на съвременната наука“. Други примери за приноса на Да Винчи през този период включват машини, предназначени за рязане на мрамор и за повдигане на монолити, както и нови открития в акустиката, ботаниката, геологията, анатомията и механиката.
Установява се подходяща среда за възникване на съмнения в класическата научна доктрина. Откриването през 1492 г. на Новия свят от Христофор Колумб поставя под въпрос класическия светоглед. Установено е, че трудовете на Птолемей (по география) и на Гален (по медицина) невинаги съответстват на ежедневните наблюдения. По време на сблъсъка между Реформацията и Контрареформацията по време на Северният Ренесанс фокусът на вниманието решително се измества от философията на природата на Аристотел към химията и биологичните науки (ботаника, анатомия и медицина). Желанието да се поставят под въпрос установените истини и да се търсят нови отговори води до период на голям научен напредък.
Някои разглеждат това като научна революция, възвестяваща началото на Новото време, други като ускоряване на един непрекъснат процес, развиващ се от древността до наши дни. През Ренесанса са направени значителните научни постижения на Галилео Галилей, Тихо Брахе и Йохан Кеплер. Коперник постулира в За въртенето на небесните сфери (De revolutionibus orbium coelestium), че Земята се движи около Слънцето. За функционирането на човешкото тяло (De humani corporis fabrica) от Андреас Везалий дава нови доказателства за ролята на дисекцията, наблюдението и механистичния философски възглед, осигурили напредък в анатомията.
Друго важно развитие е направено в процеса на научно изследване. Утвърден е научният метод, който се фокусира върху емпиричните доказателства и издига значението на математиката, като същевременно отхвърля голяма част от Аристотеловата наука. Сред ранните и влиятелни поддръжници на тези идеи са Коперник, Галилей и Френсис Бейкън. Новият научен метод води до развитие в областта на астрономията, физиката, биологията и анатомията.
Големи промени настъпват и в обществените науки. В творбите на Жан Боден и Николо Макиавели историческите и политически процеси за първи път се разглеждат като резултат от взаимодействието на различни групи от хора и техните интереси. Предприети са опити за откриване на „идеалното“ обществено устройство, като „Утопия“ на Томас Мор и „Градът на Слънцето“ на Томазо Кампанела.

### Навигация и география
По време на Ренесанса, продължаващ от 1450 до 1650 г., всеки континент е посетен и горе-долу картографиран от европейците, с изключение на южния полярен континент, днес известен ни като Антарктида. Това е изобразено в голямата световна карта Nova Totius Terrarum Orbis Tabula, направена от холандския картограф Джон Блау през 1648 г. в чест на Вестфалския мир.
През 1492 г. Христофор Колумб прекосява Атлантическия океан от Испания, търсейки директен път към Индия (тогава Делхийски султанат). Той случайно се натъква на Америка, но вярва, че е стигнал до Източна Индия.
През 1606 г. холандският навигатор Вилем Янсзон отплава от Индия с кораба „Duyfken“ и акостира в Австралия. Той изследва около 300 км от западния бряг на полуостров Кейп Йорк в Куинсланд. Следват повече от тридесет холандски експедиции, които картографират участъци от северното, западното и южното крайбрежие. През 1642 – 1643 г. Абел Тасман обикаля континента, доказвайки, че той не е свързан с въображаемия южен полярен континент.
До 1650 г. холандците са картографирали по-голямата част от бреговата линия на Австралия, която те наричат Нова Холандия, с изключение на източното крайбрежие, което през 1770 г. картографира Джеймс Кук.
Дълго въображаемият южен полярен континент в крайна сметка е видян през 1820 г. През целия Ренесанс той е наричан Terra Australis или накратко „Австралия“. Въпреки това, след като през XIX век Нова Холандия взема името Австралия, на южния полярен континент е дадено новото име „Антарктида“.

### Музика
От това променящо се общество се поражда общ, обединяващ музикален език, по-специално полифоничният стил на френско-фламандската школа. Развитието на книгопечатането прави възможно разпространението на музиката в широки мащаби. Търсенето на музика като забавление и като занимание за образовани аматьори нараства с появата на буржоазна класа. Разпространението на шансони, мотети и меси в цяла Европа съвпада с обединяването на полифоничната практика с течния стил, който достига кулминацията си през втората половина на XVI век в творчеството на композитори като Палестрина, Ласус, Виктория и Уилям Бърд.

### Религия
Новите идеали на хуманизма, макар и по-светски в някои аспекти, се развиват на християнски фон, особено при Северния Ренесанс. Голяма част, ако не и повечето, от новите произведения на изкуството са поръчани от или са посветени на Църквата. Въпреки това, Ренесансът оказва дълбоко влияние върху съвременната теология, особено в начина, по който хората възприемат връзката между човека и Бога. Много от най-изтъкнатите теолози от периода са последователи на хуманистичния метод, включително Еразъм, Цвингли, Томас Мор, Мартин Лутер и Жан Калвин.
Ренесансът започва във времена на религиозни сътресения. Късното средновековие е период на политически интриги около папството, кулминиращ в Папската схизма, в която трима папи едновременно твърдят, че са истинският епископ на Рим. Макар че схизмата е разрешена на събора в Констанц (1414 г.), възниква реформаторско движение, известно като Концилиаризъм, което се стреми да ограничи властта на папата. Въпреки че в крайна сметка папството става върховен арбитър по църковните въпроси на Петия Латерански събор (1511 г.), то е обект на непрекъснати обвинения в корупция. Най печално известен е папа Александър VI, който още като кардинал е обвинен в симония, непотизъм и че има незаконни деца.
Духовници като Еразъм и Лутер предлагат реформа на Църквата, често въз основа на хуманистична текстова критика на Новия завет. През октомври 1517 г. Лутер публикува Деветдесет и петте тезиса, оспорвайки папската власт и критикувайки толерираната от нея поквара, особено по отношение на случаите на продадени индулгенции. 95-те тезиса водят до Реформацията и скъсване с Римокатолическата църква, която преди това претендира за хегемония в Западна Европа. Следователно хуманизмът и Ренесансът изиграват пряка роля в настъпването на протестантската Реформация.
Папа Павел III (1534 – 1549) идва на папския трон след разграбването на Рим през 1527 г., когато в Католическата църква преобладава несигурност след Реформацията. Николай Коперник посвещава За въртенето на небесните сфери на Павел III, който е дядо на Алесандро Фарнезе, който пък притежава картини на Тициан, Микеланджело и Рафаело, както и важна колекция от рисунки. Той също поръчва шедьовъра Часослов на Фарнезе на Джулио Кловио, може би последният голям илюстрован ръкопис.

## Разпространение
Италианският ренесанс е най-ранното проявление на общия европейски Ренесанс. Започва в Италия през XIV век и остава ограничен до образованите хора, посветили се на интелектуални усилия и покровителстващи изкуствата, а много други аспекти на италианската култура и общество в голямата си част не се променят и до края на века Ренесансът не успява да достигне апогея си. Върховите му постижения датират от края на XV век и първата четвърт на XVI век (Зрял ренесанс), когато творят Лука Синьорели, Леонардо да Винчи, Рафаело и Микеланджело.
Италианският ренесанс практически няма влияние върху другите страни до 1450 г. След 1500 г. новите стилове се разпространяват из Европа, но на много места късноготическите влияния се запазват. Периодът на Ренесанса на територията на Нидерландия, Германия и Франция е прието да се отделя в отделно стилово направление, имащо някои различия с Ренесанса в Италия, и се нарича Северен ренесанс.
Най-значимите стилови различия в живописта на Северния ренесанс са: за разлика от Италия тук дълго се съхраняват традициите и обичаите на готическото изкуство, а по-малко внимание се отделя на античното наследство и познанието на анатомията на човека.
Водещите представители на Северния ренесанс са Албрехт Дюрер, Ханс Холбайн Младши, Лукас Кранах Стари и Питер Брьогел Стария. От предренесансовия дух са проникнати и някои произведения на майстори на късната готика като Ян ван Ейк и Ханс Мемлинг.

## Историография
Терминът е за първи път използван ретроспективно от италианския художник и критик Джорджо Вазари (1511 – 1574) в неговата книга Жизнеописания на най-известните живописци, ваятели и архитекти, публикувана през 1550 г. В нея Вазари прави опит да дефинира това което той нарича „прекратяване на варварството и недодялаността на готическото изкуство“: изкуствата са в упадък след рухването на Римската империя и едва с тосканските художници като Чимабуе и особено Джото започва отново възход на италианското изкуство, основно дължащ се на преоткриването на изкуството на Античността.
Все пак думата Ренесанс придобива популярност едва през XIX век, когато френската дума Renaissance бива разпространена като описание на културното движение, започнало в края на XIII век. Специфично Ренесансът за първи път е дефиниран от френския историк Жул Мишле (1798 – 1874) в неговата История на Франция, публикувана през 1855 г. За Мишле Ренесансът е по-скоро развитие в науката, отколкото в изкуството и културата, и това е период, който се простира от Колумб до Коперник и Галилей, т.е. от края на XV век до средата на XVII век. Мишле прави разлика между това, което той нарича „странните и плашещи“ Средни векове и демократичните ценности, които той като републиканец предвижда като характерни за Ренесанса. Като френски националист Мишле разбира Ренесанса предимно като френско движение.
Швейцарският историк Якоб Буркхард (1818 – 1897) в своята книга Културата на италианския Ренесанс, напротив – дефинира Ренесанса като периода между Джото и Микеланджело в Италия, т.е. между XIV веки средата на XVI век. Той вижда в Ренесанса проявата на модерния дух на индивидуализма, който е бил задушен през средните векове. Неговата книга е била доста популярна и е влиятелна и за днешното разбиране на Италианския ренесанс. При все това Буркхард е бил обвиняван, за това че е създал една линеарна перспектива по отношение на Ренесанса, виждайки в него основите на модерния свят.
В последно време историците изпитват все по-малко желание да дефинират Ренесанса като историческа епоха и дори като кохерентно културно движение. Например Рандолф Старн казва:
| „ | Вместо период с определено начало и край и консистентно съдържание помежду двете Ренесансът може (и обикновено се разглежда) като движение на практики и идеи, на които специфични групи и разпознаваеми личности откликват по различен начин в различно време и на различно място. В този смисъл това е мрежа от разнообразни култури, понякога срещащи се в определени точки, понякога в конфликт, но не и единна култура, ограничена във времето. | “ |

## Обяснителни бележки
1. ↑   Историците дефинират различна продължителност на периода: „дълъг Ренесанс“ (ок. 1300 – 1600), „къс Ренесанс“ (1453 – 1527), или нещо по средата (например в история на музиката това са XV – XVI век The Cambridge History of Seventeenth-Century Music: Volume 1, p. 4, 2005, Cambridge University Press, Google Books. Също между Петрарка и Джонатан Суифт, още по-дълъг период. Вж. Rosalie L. Colie quoted in Hageman, Elizabeth H., in Women and Literature in Britain, 1500 – 1700, p. 190, 1996, ed. Helen Wilcox, Cambridge University Press, ISBN 978-0521467773, Google Books. Други го датират между 1350 и 1620: Renaissance | Encyclopedia.com //  encyclopedia.com.   Посетен на 3 август 2023. (на английски)
2. ↑  за повече информация вижте Ислямски принос към културата на средновековна Европа.
3. ↑  Според Джоузеф Бен-Дейвид
 в продължение на двеста години преди XVII век е имало само ограничена научна дейност, и то само в няколко страни на Западна Европа.
4. ↑  Понякога се смята, че църквата като институция официално е продавала индулгенции, но това не е практика, а по-скоро изключение в случая на заклеймени от църквата индивиди.